# 1875 dans les chemins de fer
Chronologie des chemins de fer
1874 dans les chemins de fer - 1875 - 1876 dans les chemins de fer

## Événements
- Decauville invente le chemin de fer portatif.

### Janvier
- 5 janvier.  Portugal :   début de la construction du pont Maria-Pia à Porto par Gustave Eiffel (Companhia Real dos Caminhos de Ferro Portugueses).

### Février
- 1er février.  France :   mise en service de la section Sisteron - Gap de la ligne Marseille - Briançon par le PLM : le chemin de fer arrive à Veynes (Hautes-Alpes), nœud ferroviaire de la compagnie dans les Alpes du Sud.
- 9 février : inauguration du tunnel du Hoosac dans le Massachusetts.

### Juin
- 30 juin.  France :   ouverture de la section Caen-Saint-Martin – Luc-sur-Mer de la ligne de Caen à la mer.

### Juillet
- 13 juillet.  Brésil :   inauguration de la ligne Campos-Imbetiba (E.F. Imbetiba-Campos).

### Août
- 5 août.  France :   prolongement de la ligne de Vincennes de Boissy-Saint-Léger à  Brie-Comte-Robert.

### Septembre
- 5 septembre.  France :   ouverture de la ligne PLM Ambérieu - Montalieu

- 11 septembre.  France :   ouverture de la section Nantes - Sainte-Pazanne (et vers Pornic) de la ligne Nantes - La Roche-sur-Yon par Challans (Compagnie des chemins de fer nantais).

### Novembre
- 28 novembre. France : ouverture de la ligne d'Arles à Fontivielle.

### Décembre
- 9 décembre.  France :   ouverture de la ligne de La Pauline-Hyères aux Salins-d'Hyères

- 16 décembre.  France :   loi déclarant d'utilité publique onze lignes dans l'Ouest de la France[1] :
  - ligne Alençon - Domfront
  - ligne Couterne - La Ferté-Macé
  - ligne Pré-en-Pail - Mayenne
  - ligne Mayenne - La Selle-en-Luitré
  - section Mamers - Mortagne-au-Perche de la ligne L'Aigle - La Hutte-Coulombiers
  - ligne Mortagne-au-Perche - Sainte-Gauburge et ligne Sainte-Gauburge - Mesnil-Mauger
  - section Mortagne-au-Perche - L'Aigle de la ligne L'Aigle - La Hutte-Coulombiers
  - ligne Caen - Dozulé-Putot
  - section Dives  - Trouville-Deauville de la ligne Mézidon - Trouville-Deauville
  - ligne Échauffour - Bernay
  - section La Trinité-de-Réville - Orbec de la ligne La Trinité-de-Réville - Lisieux.

- 20 décembre.  France :   mise en service de la ligne Nexon - Brive.

- 31 décembre.  France :   signature d'un traité portant sur le rachat de la compagnie de Lille à Valenciennes par la compagnie des chemins de fer du Nord.

- 31 décembre.  France :   concession de la ligne Plouaret - Lannion à titre éventuel à la compagnie des chemins de fer de l’Ouest.

- 31 décembre.  France :   loi déclarant d'utilité publique 19 lignes et mettant à l'étude 22 autres[2].

## Naissances
- x

## Décès
- 17 novembre.  Royaume-Uni :   Charles Vignoles, ingénieur britannique. Il est à l'origine du rail Vignoles.